# Moggallana III
Moggallana III fou rei d'Anuradhapura (Sri Lanka) del 508 al 614. Era un noble que havia exercit com a comandant en cap de l'exèrcit sota Aggabodhi II, a la mort del qual fou enviat a Ruhunu a dirigir les forces locals.
Quan va saber que havia pujat al tron Sangha Tissa II, Moggallana, que probablement se li oposava, va decidir lluitar pel tron i va avançar cap a la capital amb el seu exèrcit; va topar amb les forces reials a Kadalladi-Nivata on fou derrotat i rebutjat; va entrar llavors en contacte amb el nou comandant en cap de l'exèrcit de Sangha Tissa II que va acceptar trair al seu sobirà. Llavors Moggallana va fer un nou atac; el rei en persona estava al front de les tropes muntat en el seu elefant, amb el comandament a mans del seu fill gran, mentre el comandant en cap va fingir estar malalt i va romandre a la ciutat d'Anuradhapura recuperant-se; el combat es va lliurar a l'est de la muntanya Tissa; durant la batalla el traïdor comandant, que ja havia sortit de la capital amb les forces sota el seu comandament i era prop, va atacar per la rereguarda a les forces de Sangha Tissa II; aquest i el seu fill van lluitar de manera valenta fins al final, i quan la resistència ja no era possible van abandonar els seus elefants i aprofitant la confusió van fugir a la propera selva de Merumajjara acompanyats del seu lleial primer ministre; allí van trobar un temple des d'on van poder fugir cap a Ruhunu vestits com a monjos. Mentre Moggallana va entrar a Anuradhapura i es va proclamar rei com a Moggallana III.
El general traïdor fou recompensat amb el càrrec de Malaya Raja i el seu fill amb el de porta-espases del rei. Al segon fill de Sangha Tissa II, que havia quedat a la capital, se li van tallar les mans i peus i va posar preu al cap del rei fugitiu i del seu fill el príncep. Aquests dos foren descoberts tot i el seu camuflatge coma monjos i foren agafats presoners; el rei els va fer executar a Sihagiri; al ministre que els havia seguit inicialment li va perdonar la vida en un primer moment però finalment va decidir executar-lo junt amb el seu senyor.
Després, per obtenir la simpatia dels monjos va donar robes a tots els de l'illa i va ordenar fer noves imatges i reparar edificis religiosos. Va construir cinc temples en diversos llocs i va dotar altres vihares amb terres pel seu manteniment. Va celebrar festivals i es va purgar la religió amb decrets sobre la observança i disciplina dels monjos i establiment d'un tribunal eclesiàstic. Va fer regals als monjos erudits de l'illa.
El Malaya Raja que havia traït al anterior rei, aviat fou acusat de voler trair a Moggallana i com a castig se li van tallar mans i peus; el seu fill que era porta-espases, va fugir a Ruhuna amb el seu propi fill i allí va trobar bona acollida pels habitants i aviat va poder reunir un exèrcit per venjar al seu pare en aliança amb Jettha Tissa, un fill del rei Sangha Tissa II que s'havia refugiat també a Malaya Rata quan va saber el que els havia passat als seus germans i al seu pare i s'havia mantingut retirat a la zona.
Mogallana, quan va saber que un exèrcit dirigit pel porta-espases i per Jettha Tissa avançava cap al nord i havia acampat a Dolhapabbata, es va posar al front del seu exèrcit i es va acostar a l'enemic però allí unes febres van afectar l'exèrcit del rei i una gran part de l'exèrcit va quedar incapacitada per lluitar; això fou conegut al campament del porta-espases i Jettha Tissa i es va aprofitar per llançar un atac decisiu derrotant a les forces reials. El propi rei va seguir a les seves forces en la fugida però fou atrapat i mort a Hihagiri.
El porta-espases va entrar a Anuradhapura i es va proclamar rei agafant el nom de Silameghavama.